# Столичний експрес (Київ — Черкаси)
«Столи́чний експрéс» №781/782 — фірмовий пасажирський поїзд Укрзалізниці сполученням Київ — Черкаси. З 2020 року курсує щоденно крім вівторка і середи.
Протяжність маршруту складає 246 км.

## Історія
10 грудня 2017 року потяг здійснив свій перший рейс.
З 27 грудня 2018 по 6 січня 2019 року потяг курсував щоденно, ще був запущений додатковий рейс на 8 січня 2019 року.
1 травня 2019 року потяг здійснив додатковий рейс.
З 23 грудня 2019 року по 12 січня 2020 року потяг здійснював рейси і в вівторок.
З 18 березня 2020 року за постановою Кабінету Міністрів України потяг і всі інші скасували через пандемію коронавірусу.
6 січня 2021 року (в середу) потяг зробив додатковий рейс.

## Інформація про курсування
Потяг курсує цілий рік. На маршруті руху зупиняється на 1 проміжній станції.
| Розклад руху потяга «Столичний експрес» № 782/781 на 2020/2021 роки (з 13.12.2020) | Розклад руху потяга «Столичний експрес» № 782/781 на 2020/2021 роки (з 13.12.2020) | Розклад руху потяга «Столичний експрес» № 782/781 на 2020/2021 роки (з 13.12.2020) | Розклад руху потяга «Столичний експрес» № 782/781 на 2020/2021 роки (з 13.12.2020) | Розклад руху потяга «Столичний експрес» № 782/781 на 2020/2021 роки (з 13.12.2020) |
| Час прибуття                                                                       | Час відправлення                                                                   | Станція                                                                            | Час прибуття                                                                       | Час відправлення                                                                   |
| ---------------------------------------------------------------------------------- | ---------------------------------------------------------------------------------- | ---------------------------------------------------------------------------------- | ---------------------------------------------------------------------------------- | ---------------------------------------------------------------------------------- |
| —                                                                                  | 06:28                                                                              | Черкаси                                                                            | 23:35                                                                              | —                                                                                  |
| 07:08                                                                              | 07:28                                                                              | Імені Тараса Шевченка                                                              | 22:39                                                                              | 22:59                                                                              |
| 10:07                                                                              | —                                                                                  | Київ-Пасажирський                                                                  | —                                                                                  | 19:58                                                                              |

Актуальний розклад руху вказано у розділі «Розклад руху призначених поїздів» на офіційному вебсайті «Укрзалізниці».

## Склад потяга
Потяг сформовано у вагонному депо ПКВЧ-4 станції Імені Тараса Шевченка і знаходиться в спільному обороті з потягом № 774/773 «Столичний експрес» сполученням Шостка — Київ.
Потягу встановлена схема з 6 фірмових вагонів різних класів комфортності:
- 1 вагон першого класу
- 5 вагонів другого класу

Склад потяга може відрізнятися від наведеної в залежності від сезону (зима, літо). Актуальну схему на конкретну дату можна подивитися в розділі «On-line резервування та придбання квитків» на офіційному вебсайті ПАТ «Укрзалізниця».
Нумерація вагонів з двох станцій від локомотива потягу. Зміна напрямку здійснюється на єдиній проміжній станції.

## Ключові можливості пересадки
Пасажирам нічного експреса № 6 Херсон — Ужгород є можливість пересісти на цей потяг (час пересадки лише 12 хв).